# Jurong Ara
Jurong Ara is een bestuurslaag in het regentschap Pidie Jaya van de provincie Atjeh, Indonesië. Jurong Ara telt 614 inwoners (volkstelling 2010).